# Neo Chorio (Bezirk Paphos)
Neo Chorio (griechisch Νέο Χωριό, türkisch Neohoryo) ist eine Gemeinde im Bezirk Paphos in der Republik Zypern. Bei der Volkszählung im Jahr 2021 hatte sie 522 Einwohner.

## Name
Neo Chorio bedeutet auf Griechisch „neues Dorf“. Der Name wurde der ursprünglichen Siedlung gegeben, weil die Landarbeiter, die sie gründeten, aus einem oder mehreren anderen Dörfern dorthin gezogen waren.
G. Jeffery meint, dass das Dorf auch Fragomata genannt wurde, ein Name, der sich sicherlich auf das Mittelalter bezieht.

## Lage und Umgebung

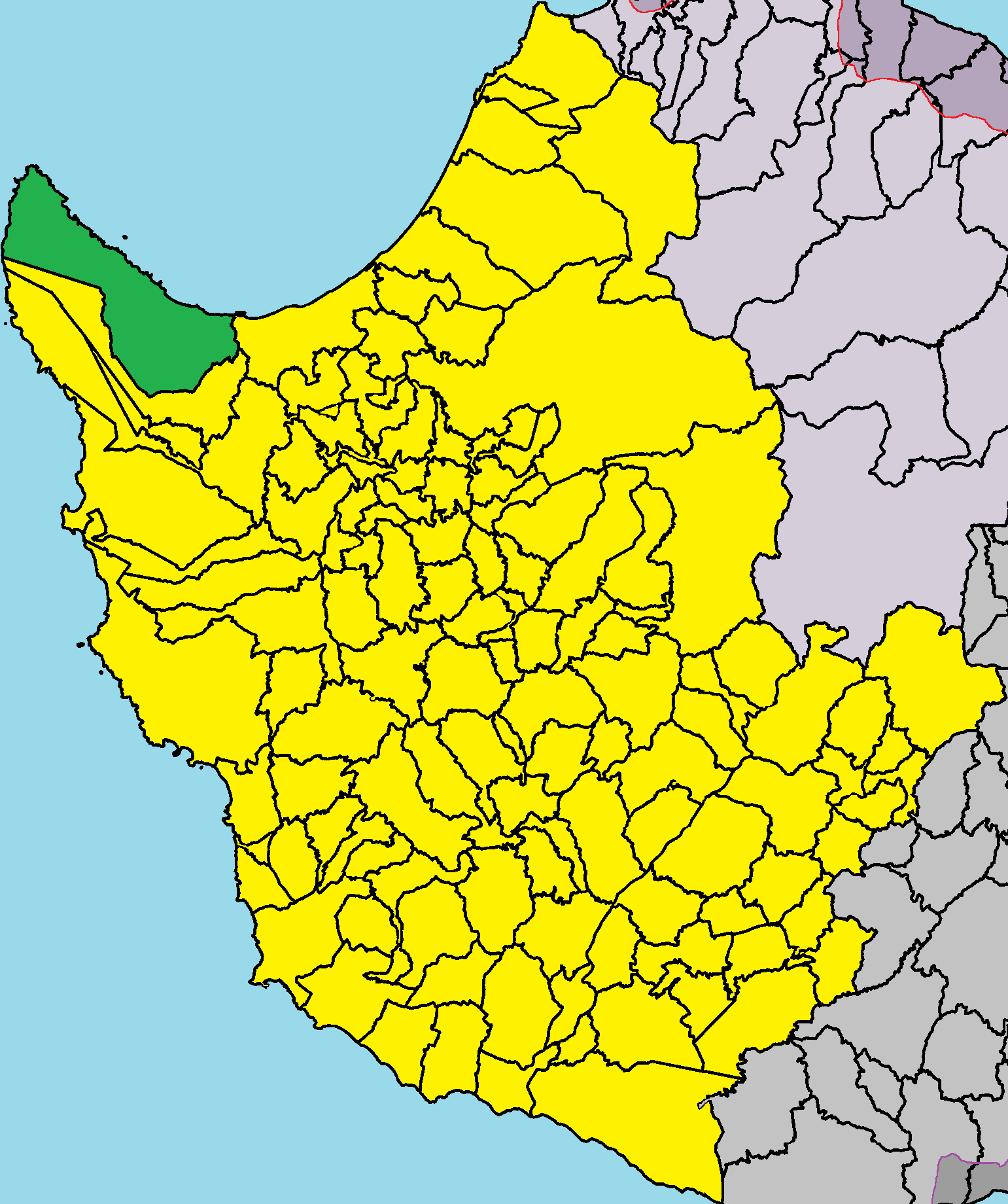
Lage im Bezirk Paphos

Neo Chorio ist das westlichste Dorf der Mittelmeerinsel Zypern auf einer Höhe von etwa 150 Metern, etwa 45 Kilometer nordwestlich von Paphos, 100 Kilometer von Limassol und knapp 190 Kilometer von Nikosia entfernt. Das 41,4088 Quadratkilometer große Dorf grenzt im Osten an Polis Chrysochous, im Süden an Androlikou und im Westen und Norden an das Mittelmeer. Das Dorf kann über die Straßen E713 und E735 erreicht werden.
Die durchschnittliche jährliche Niederschlagsmenge beträgt etwa 530 Millimeter. Es werden Oliven, Johannisbrot, Zitrusfrüchte, Getreide, Heilpflanzen, Weinreben, Mandeln, Walnüsse, Kichererbsen, einige Birnen und einige Gemüsesorten angebaut. Die größte Fläche des Dorfes nimmt jedoch der Staatswald von Akamas ein. Geologisch betrachtet gibt es im Gemeindegebiet eine große Vielfalt an Ablagerungen, zu denen Laven, Diabas, Serpentinite, Alluvium der Terrassen, Ablagerungen der Mamonia-Formation, kontinentale Kalksteine der Terra-Formation, Synagma (sandiger kiesiger Sand aus der Zeit des Pleistozäns), kontinentale Kalksteine der Koronia-Formation und Ablagerungen der Pachnas-Formation (abwechselnde Schichten aus Kreide, Mergel und Sandstein) gehören.

## Geschichte

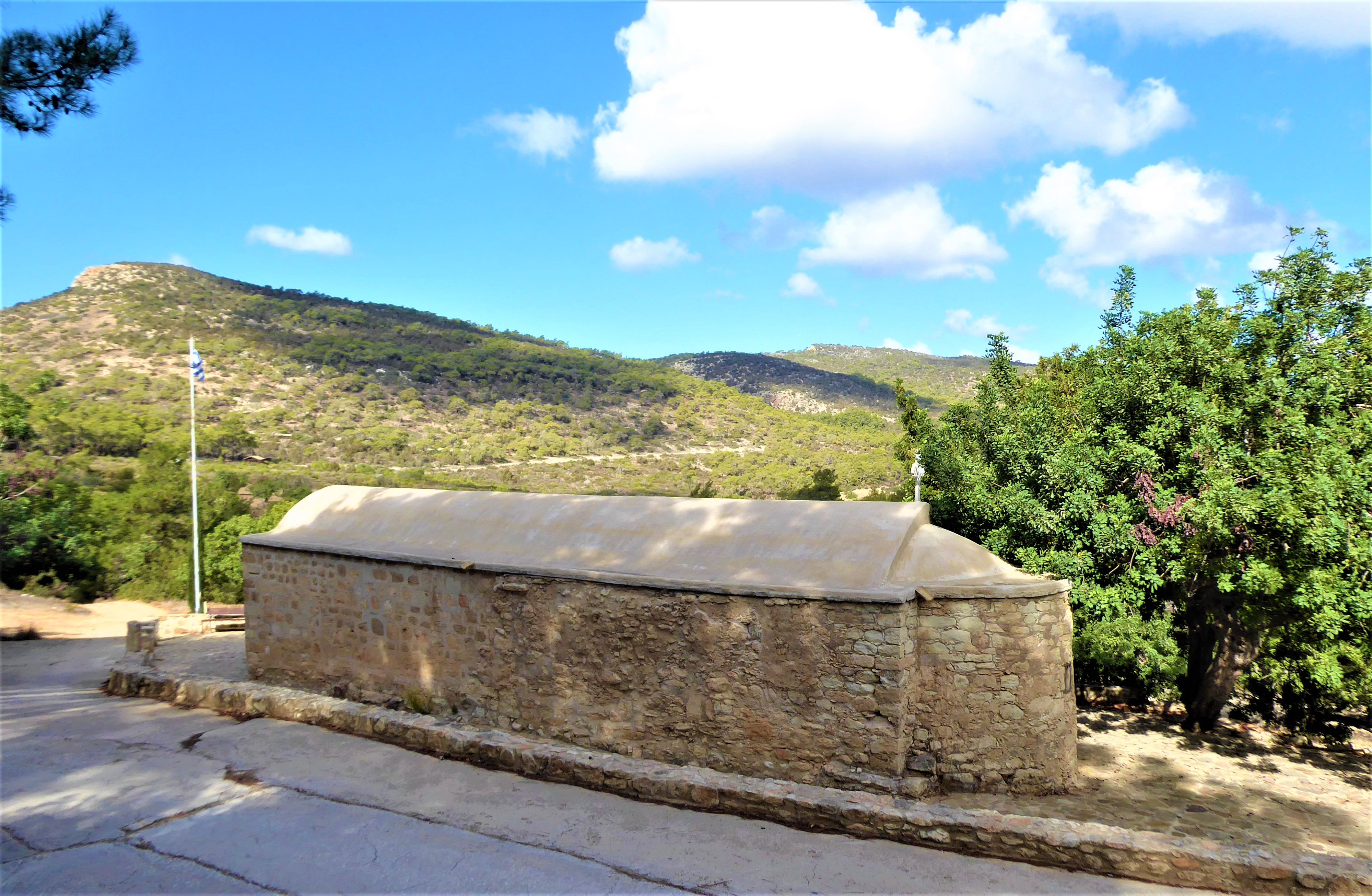
Byzantinische Kirche Agios Minas

Jack C. Goodwin berichtet, dass Neo Chorio für die Arbeiter der nahegelegenen große Farm Two Rivers (griechisch Δυο Ποταμοί) gebaut wurde. Es existierte schon seit der fränkischen Zeit, und möglicherweise wurde das Dorf seitdem gegründet. Nach der Eroberung Zyperns durch die Osmanen 1570/71 gelangte die Farm in die Hände der Türken, wurde später aber von Zyperngriechen gekauft.
Es gibt jedoch Hinweise auf eine Besiedlung des Gebiets des Dorfes bereits in der Antike. Darunter antike Gräber, von denen man annimmt, dass sie aus der Römerzeit stammen, sowie andere Antiquitäten, die noch gründlich erforscht werden müssen. Irgendwo in der Gegend soll sich die antike Stadt Akamadis befunden haben, welche aber noch nicht durch die archäologischen Ausgrabungen identifiziert werden konnte.
Westlich des Ortskerns befindet sich die byzantinische frühere Klosterkirche Agios Minas, die auf das 12. Jahrhundert zurückgeht.

### Bevölkerungsentwicklung
Im Jahr 1958 verließen aufgrund der zunehmenden Spannungen zwischen den Gemeinden in Neo Chorio alle türkisch-zyprischen Familien ihre Häuser und suchten Zuflucht im Dorf Androlikou. Sie kehrten nicht ins Dorf oder auf die Bauernhöfe zurück. Obwohl einige schließlich nach Paphos oder ins Ausland zogen, blieb die Mehrheit bis zum 22. August 1975 in Androlikou, als sie alle von UNFICYP nach Nordzypern eskortiert wurden. Vor dieser letzten Auswanderung waren einige der Männer im kampffähigen Alter bereits in den Norden geschickt worden, nachdem sie als zyperntürkischen Kriegsgefangene im Kriegsgefangenenlager Geroskipou festgehalten und später mit Zyperngriechen ausgetauscht worden waren.
Neo Chorio wird derzeit hauptsächlich von seinen ursprünglichen zyperngriechischen Einwohnern bewohnt.
Die folgende Tabelle zeigt die Bevölkerung des Dorfes, wie sie in den in Zypern durchgeführten Volkszählungen erfasst wurde.
| Jahr      | 1881 | 1891 | 1901 | 1911 | 1921 | 1931 | 1946 | 1960 | 1976 | 1982 | 1992 | 2001 | 2011 | 2021 |
| Einwohner | 182  | 302  | 391  | 573  | 584  | 648  | 681  | 663  | 441  | 329  | 285  | 325  | 519  | 522  |